# Лінолеум (фільм)
«Лінолеум» (також Астронавт) — американська науково-фантастична комедійна драма 2022 року, сценарист і режисер Колін Вест. Прем'єра фільму відбулася на фестивалі «South by Southwest» в березні 2022 року. Був випущений у обмежений кінопрокат в кінотеатрах США у лютому 2023 року компанією «Shout! Studios».

## Про фільм
Кемерон Едвін живе досить одноманітним життям у невеликому містечку в Огайо із дружиною і дочкою. Він веде дитяче наукове телешоу на маленькому телеканалі. Кемерон завжди хотів стати астронавтом, але ріс у тіні більш успішного батька-вченого.
Коли частина ракети падає з орбіти і врізається в його двір, він вирішує здійснити свою нездійснену мрію і перебудувати її у власну ракету. Його дружина, яка почала шлюборозлучний процес, вважає — у нього криза середнього віку.
Оскільки в його житті відбуваються інші сюрреалістичні події, Кемерон не тільки відчуває свою місію виправданою, але й починає сумніватися в природі реальності.

## Знімались
| Актор          | Роль    |
| -------------- | ------- |
| Джим Геффіган  | Кемерон |
| Рей Сігорн     | Ерін    |
| Кетлін Након   | Нора    |
| Вест Духовни   | Дарсі   |
| Майкл Ієн Блек | Тоні    |
| Шона Такер     | агентка |